# Bone Daddy
Bone Daddy is een Canadees-Amerikaanse horrorfilm uit 1998 van regisseur Mario Azzopardi.

## Verhaal
Voormalig patholoog William Palmer is nu schrijver van misdaadromans. Hij en zijn zoon ontvangen een pakje met daarin een bot van zijn agent. Samen met politieagente Sharon proberen ze de moordenaar te vinden.

## Rolbezetting
Hoofdrollen
| Acteur           | Personage      |
| ---------------- | -------------- |
| Rutger Hauer     | William Palmer |
| Barbara Williams | Sharon         |
| R.H. Thomson     | Stone          |
| Joseph Kell      | Peter          |